# タマディック
株式会社タマディック（英称：TAMADIC Co., Ltd.）は、東京都新宿区と愛知県名古屋市中区に本社を置き、機械の開発・設計・生産技術等を手がける日本の企業である。
同社が事業拠点として開発したタマディック名古屋ビルについても記述する。

## 概要
株式会社タマディックは、主に航空宇宙、自動車、分野における産業機械、ロボット、電子機器、精密機器のほかに関連ソフトウェアなどの研究から開発、設計、製造、試作、試験、品質保証、評価、販売まで一貫して受託する。
本社のほか、事業拠点を神奈川県厚木市、愛知県名古屋市・豊田市を中心とした東海地区に持ち、また名古屋市に研修センターを有する。
中華人民共和国の上海市に海外法人 多摩機電設計(上海)有限公司 、アメリカ合衆国のワシントン州に海外法人 Tama Technical Core Co., Ltd.を展開している。

## 沿革
- 1957年（昭和32年）7月 - 森實千馬太、横浜で機械設計業を創業
- 1959年（昭和34年）9月 - 株式会社多摩技研として横浜に会社設立
- 1962年（昭和37年）2月 - 名古屋に事業所を開設
- 1983年（昭和58年）7月 - 安城事務所開設
- 1986年（昭和61年）1月 - 桑名工場発足
- 1990年（平成2年）1月 - 株式会社タマディックに社名変更、豊田事務所開設
- 1997年（平成9年）6月 - 本社、東京事業所を東京都新宿区に移転
- 1999年（平成11年）6月 - 社長 渋谷真雄、(社)日本機械設計工業会会長就任
- 2001年（平成13年）1月 - 3D-CADセンター開設
- 2002年（平成14年）6月 - 代表取締役 森實敏彦、社長就任
- 2003年（平成15年）4月 - 安城事務所 社屋竣工開設、座間事務所開設
- 2005年（平成17年）
  - 3月 - MSJ4000認証取得[要出典]
  - 12月 - JIS Q 9100:2004/ISO 9001:2000認証取得[2]
- 2006年（平成18年）
  - 2月 - 北九州事務所開設
  - 10月 - 座間事務所を神奈川事務所に名称変更
  - 12月 - JIS Q 9001:2000/ISO 9001:2000全社認証取得[3]
- 2007年（平成19年）
  - 2月 - 名古屋丸の内事務所開設
  - 4月 - 名古屋第一研修センター、名古屋第二研修センターを設立
  - 8月 - NEOA（日本エンジニアリングアウトソーシング協会）加盟[7]
- 2008年（平成20年）
  - 5月 - 名古屋大曽根事務所開設
  - 8月 - JIS Q 14001:2004/ISO 14001:2004認証取得[4]
  - 9月 - くるみんマーク（次世代育成支援認定マーク）取得[8]
- 2009年（平成21年）12月 - 情報セキュリティマネジメントシステム JISQ 27001:2006 / ISO 27001:2005 認証取得[5]
- 2011年（平成23年）9月 - 本社、東京事業所を移転
- 2013年（平成25年）12月 - 労働安全衛生マネジメントシステム OHSAS 18001:2007 認証取得[6]
- 2014年（平成26年）2月 - 中国現地法人 多摩機電設計（上海）有限公司を設立
- 2015年（平成27年）9月 - 岩倉事務所開設
- 2017年（平成29年）7月 - 米国現地法人 Tama Technical Core Co., Ltd.を設立[9]
- 2017年（平成29年）
  - 7月 - 小牧南事務所開設[10]
  - 10月 - 「あいち女性輝きカンパニー」愛知県から認証取得
- 2018年（平成30年）
  - 2月 - 「健康経営優良法人 2018（大規模法人部門）〜ホワイト 500〜」に認定[11]
  - 11月 - 中国現地法人支社 多摩機電設計（上海）有限公司 蘇州分公司を設立[12]
- 2019年（平成31年・令和元年）
  - 2月 - 「健康経営優良法人 2019（大規模法人部門）〜ホワイト 500〜」に認定（2年連続）[13]
  - 12月 - 労働安全衛生マネジメントシステム ISO 45001:2018/JIS Q 45001:2018 認証取得[14]
- 2020年（令和2年）
  - 3月 - 「健康経営優良法人 2020（大規模法人部門）」に認定
  - 10月 - 愛知県より「あいち女性の活躍プロモーションリーダー」を委嘱[15]、「あいち女性輝きカンパニー」愛知県から認証更新[16]
- 2021年（令和3年）2月 - 福岡事務所開設[17]
- 2021年（令和3年）11月 - タマディック名古屋ビル竣工
- 2022年（令和4年）
  - 3月 - 「健康経営優良法人2022（中小規模法人部門）〜ブライト500〜」に認定[18]
  - 11月 - 優良派遣事業者に認定更新（2015年・2019年にも認定）
- 2023年（令和5年）3月 - 「健康経営優良法人2023（中小規模法人部門）〜ブライト500〜」に認定[19]
- 2024年（令和5年）4月 - 新豊田事務所着工[20]

## 主な事業拠点
- 本社所在地：新宿6丁目ビル4階
- 本社：タマディック名古屋ビル
  - 内部統制室
  - コンプライアンス事務局
- 管理本部：タマディック名古屋ビル、新宿6丁目ビル4階
  - 人事部
  - 経営企画部
  - 総務部
  - 営業推進部
  - 経理財務部
- 事業本部
  - 事業戦略部
  - 航空・宇宙事業部 航空機技術部
  - 航空・宇宙事業部 宇宙誘導技術部
  - 航空・宇宙事業部 システム開発部
  - FA・ロボットテクノロジー事業部 メカニカル技術部
  - FA・ロボットテクノロジー事業部 エレクトロニクス技術部
  - FA・ロボットテクノロジー事業部 ロボティクス技術部
  - 自動車事業部 ユニット技術部
  - 自動車事業部 ボデー技術部
  - 自動車事業部 生産技術部
  - 東京事業部 車両生技部
  - 東京事業部 先進技術開発部
  - 東京事業部 車両開発部
- 研修センター
  - 名古屋研修センター
- 海外現地法人
  - 多摩機電設計（上海）有限公司
  - 多摩機電設計（上海）有限公司 蘇州分公司
  - Tama Technical Core Co., Ltd.

## 主な事業内容
- 自動車事業
  - 内装・外装部品設計
  - 樹脂部品開発・設計
  - シャシー・ボディ設計
  - 金型設計・解析
  - 治具設計・製作
  - 自動運転システム開発
  - 生産設備/検査装置設計・製作
  - 生産技術・生産準備
  - 重機開発・設計
  - ソフトウェア開発
  - CAE解析
  - 各種機構設計
- 航空・宇宙事業
  - 航空機主翼・胴体部品設計
  - 航空機生産技術
  - ロケット部品の品質保証・試験・研究・解析など
  - ロケットエンジン開発・設計
  - ロケット飛行解析
  - 飛しょう体関連の設計・試験・解析など
  - 生産設備・治具設計・製作
  - CAE解析
  - フライトシミュレーターの開発・設計・製作・販売
  - システム・ソフトウェア開発
- FA・ロボットテクノロジー事業
  - 半導体・液晶・物流搬送機器開発・設計
  - ロボットSIer（最適ソリューション提案・構築）
  - 自動化・省人化・スマート化対応設備設計・製作
  - 産業ロボット・産業車両開発・設計
  - 工作機械開発・設計/応力・振動解析
  - 自動車用樹脂部品開発・設計
- エレクトロニクス事業
  - 電気電子機器設計
  - アナログ・デジタル回路設計
  - ファームウェア・組み込み系ソフトウェア開発・設計
  - メカトロニクス機器・電気制御機器等の設計・製造

## タマディック名古屋ビル
タマディック名古屋ビルは、日本の愛知県名古屋市中区に位置する、木造オフィスビルである。このビルは、自動車や航空・宇宙関連の製品を開発するタマディック（TAMADIC Co.,Ltd.）の新たな事業拠点として設計・建設された。2021年11月に竣工し、2022年1月に業務が開始された。

### 概要
タマディック名古屋ビルは、木造ビルとして設計されながら、新しい工法を取り入れた斬新な構造を持つ。外観は木造に似ており、木の温もりを感じるが、実際にはRC（鉄筋コンクリート）の柱とCLT（直交集成板）を組み合わせた構造を採用している。この設計は、木とコンクリートの組み合わせにより、耐火性と地震対策を強化し、木造建築の温もりを提供する画期的な取り組みとなっている。
また、社員の健康と快適な作業環境を重要視しており、ビル内にはフィンランド式サウナが備えられている。
| 8階    | 多目的ホール・フィンランド式サウナ         |
| 7階    | 研修室                                     |
| 5・6階 | 設計室                                     |
| 4階    | 会議室                                     |
| 2・3階 | 執務室                                     |
| 1階    | エントランス・ショールーム・ものづくりラボ |
| 地下階 | 駐車場                                     |